# Mr.Bricolage
Mr.Bricolage (prononcé « Monsieur Bricolage »), est une chaîne française de grande distribution spécialisée dans le bricolage, le jardinage, la décoration et l'aménagement de la maison et du jardin.
En fin 2022, le groupe dispose de 920 magasins répartis entre les enseignes Mr.Bricolage (393), Les Briconautes (97), et sous des enseignes indépendantes (430). Le groupe tire plus de 90 % de son chiffre d'affaires de ses activités en France.
Mr.Bricolage voit le jour en 1980 comme enseigne commune pour les magasins réunis au sein de l'Association nationale des promoteurs du faites-le-vous-même (ANPF), créée par des quincaillers indépendants de la région d'Orléans.
Aujourd'hui, cette association est son principal actionnaire par l'intermédiaire des sociétés SIMB, SIFA et SIFI qu'elle contrôle. Le groupe Mr.Bricolage est coté en bourse.
Son siège se trouve à La Chapelle-Saint-Mesmin dans le Loiret.

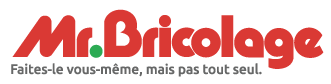
Logo avec slogan

## Historique

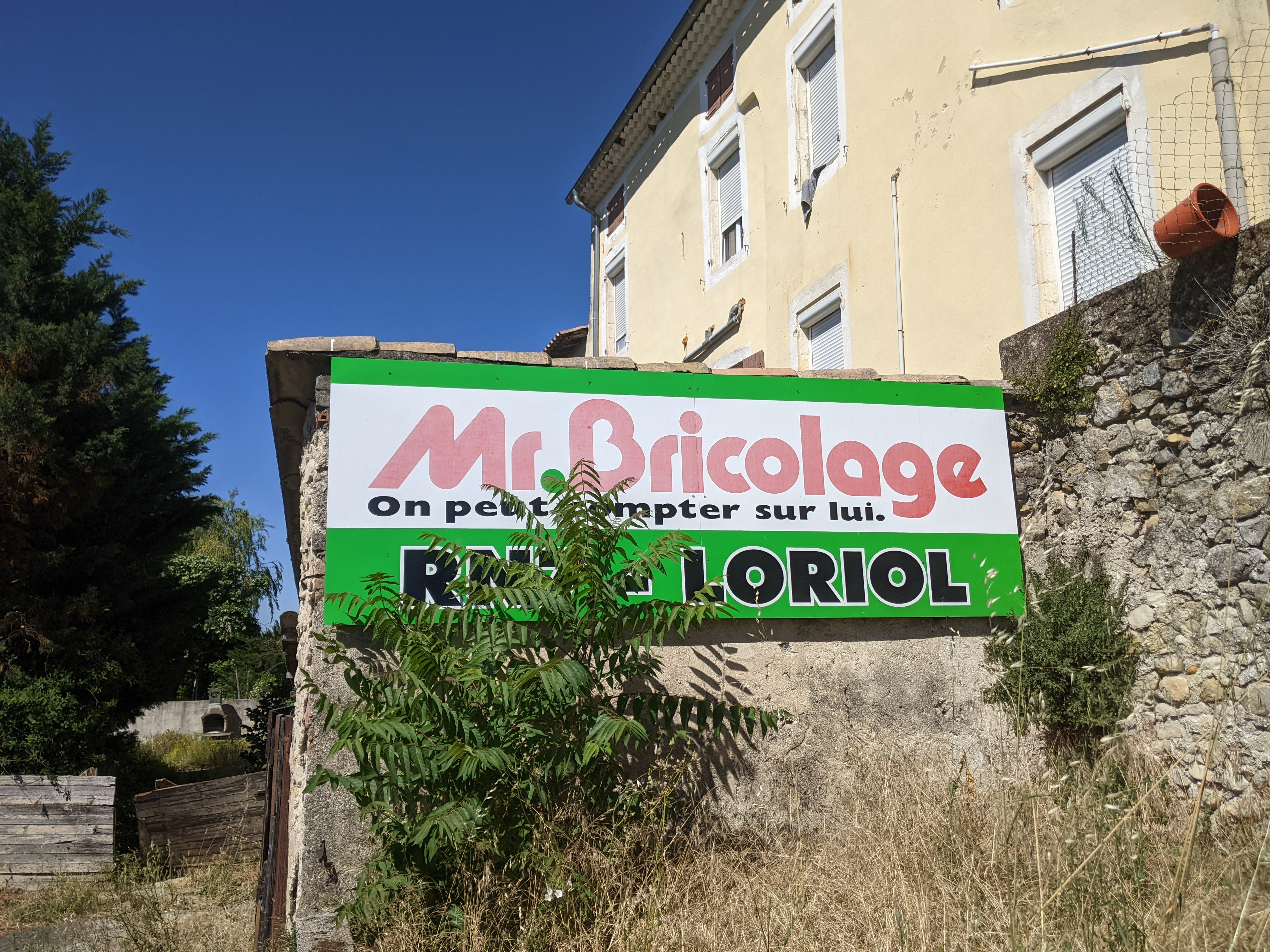
Publicité pour Mr.Bricolage en bordure de la route nationale 7.

### Origines
En 1955, quelques commerçants ouvrent les premiers magasins de bricolage en France, constituant ainsi les origines de Mr.Bricolage.
En 1962, un de ces pionniers, Bernard Ivernel, souhaite aller à la rencontre de ses confrères pour partager les bonnes pratiques. La décision est prise de se voir deux fois par an.
En 1965, des commerçants décident de créer une association et de rassembler dans un même endroit, tout ce qui est nécessaire aux travaux de bricolage. L’ANPF, Association nationale des promoteurs du faites-le-vous-même, naît officiellement le 11 mai 1965. Elle rassemble alors 13 membres et a pour but de sélectionner les meilleurs produits aux meilleures conditions. 10 ans après sa création, l’ANPF compte 96 magasins sur toute la France.
En 1976, les bureaux de l’ANPF occupent des locaux jouxtant le magasin de Bernard Ivernel, près d'Orléans.
En 1978, Maurice Vax, qui a ouvert son premier magasin en 1967 et qui est adhérent de l’ANPF depuis 1969, prend la présidence jusqu’en mai 2007.

### Développement
En 1980, l’enseigne Mr.Bricolage est créée . Elle attire alors de nombreux indépendants. L'enseigne compte 150 magasins à la fin de l'année.
En 1985, l’ANPF dispose d’un outil unique en France : un magasin type de 1 200 m2 avec une extension de 600 m2. Dans ce magasin sont présentés en permanence les sélections de produits dans leur implantation préconisée ainsi que les aides didactiques et les éléments de signalisation. À cette période, l’ANPF compte plusieurs services tels que : architecture, expansion, conseil de gestion et formation.
En 1991 l’enseigne s’implante pour la première fois à l’étranger, au Portugal[réf. nécessaire].
En 1993, Bernard Ivernel, le fondateur, décède.
En 1994, les produits à marque Mr.Bricolage apparaissent dans les étals. L’année suivante, le groupe Mr.Bricolage SA est créé.
En 2000, Mr.Bricolage se dote d’un nouveau siège social, dans la banlieue d'Orléans, à La Chapelle-Saint-Mesmin. Le groupe fait également son entrée en Bourse.
En 2002, le groupe Mr.Bricolage se porte acquéreur du groupe Tabur. Le réseau s’agrandit grâce aux 243 magasins des enseignes Bricogite, B3, Catena et à ses trois entrepôts. L’année suivante, la totalité des magasins Bricogite et B3 passent sous l’enseigne Mr.Bricolage.
En mai 2007, la direction change : Maurice Vax quitte le groupe après vingt neuf ans passés à la présidence. Jean-François Boucher prend alors la direction du groupe. En 2009, Mr.Bricolage devient no 3 du bricolage en France, en reprenant le groupement Le Club avec ses 178 magasins aux enseignes Les Briconautes et Les Jardinautes, et 200 affiliés. Cette même année, la majorité des magasins Catena décident de passer sous enseigne Mr.Bricolage.
En 2012, Mr.Bricolage lance son activité de vente en ligne avec le rachat de l'entreprise Le Jardin de Catherine (pure-player du web avec les sites le-jardin-de-catherine.com et la-maison-de-catherine.com). Fin 2019, le site fusionne avec mr-bricolage.fr.
En avril 2014, Kingfisher se propose de racheter le groupe Mr.Bricolage pour un montant total de 275 millions d'euros. Cette opération est interrompue en mars 2015 et n'aboutit pas.
En 2015, Mr.Bricolage lance La Dépanne, un site collaboratif qui permet aux internautes (clients ou non de l'enseigne) de louer, vendre ou acheter des articles de bricolage à d’autres particuliers (sans commission).
En septembre 2015, Paul Cassignol, adhérent du réseau Mr.Bricolage, est nommé président du groupe. Quelques mois plus tard, Paul Cassignol nomme Christophe Mistou, directeur général[réf. nécessaire].
Le 2 juin 2016, l'ANPF rachète une partie des parts de la famille Tabur et dispose de la majorité du capital de Mr.Bricolage.
En novembre 2016, Christophe Mistou et son comité de direction lancent le plan REBOND pour moderniser l’enseigne, relancer le développement et assainir la situation financière de l’entreprise. Le plan REBOND s’articule autour de 3 axes : (1) l’offre, (2) le digital et (3) les magasins intégrés. Dans ce cadre, le groupe annonce 17 projets de fermetures de magasins intégrés (détenus en propre) considérés comme étant en « situation critique ». Finalement, 15 magasins seront fermés et deux repris.
En 2017, l’enseigne modernise sa plateforme de marque et se dote d’une nouvelle signature « Faites-le-vous-même mais pas tout seul », qui remplace « On peut compter sur lui ». Par ailleurs, le site mr-bricolage.fr est refondu et propose une offre « géolocalisée ». Le renouvellement de l’offre se poursuit.
En mars 2018, Mr.Bricolage présente un nouveau concept de magasin de proximité, construit autour de « quatre piliers ». Le « fonds de maison » et « les solutions Inventiv » proposent tous les produits et services pour bricoler et jardiner. La « Déliverie » fait le lien entre le digital et le magasin (web-to-store et store-to-web) et permet aux magasins de s’affranchir des contraintes d’espaces. L’espace « Entraide » est un espace à disposition des clients, partenaires du groupe Mr.Bricolage proposé gratuitement et en libre-service. L’implémentation de ce concept en magasins (12 au 31 décembre 2019) s’accompagne d’une formation des équipes aux évolutions du métier de commerçants.
Endettée, la société cède le 30 mai 2018, 5 % de son capital composé d'actionnaires adhérents de l'enseigne, qui passe de 65 % à 60 %[réf. nécessaire].
Confronté aux difficultés persistantes des magasins intégrés qui pénalisent durablement le développement du Groupe, Mr.Bricolage annonce en décembre 2018 vouloir céder la totalité de ses magasins intégrés (65 sur 781 points de vente) pour se concentrer sur le développement des « services aux réseaux » à destination des adhérents et affiliés. Les magasins visés sont les magasins dit « intégrés », que le groupe détient en propre et dont « la sous-performance » pèse sur ses résultats, afin de se concentrer sur le développement de son réseau d'adhérents et affiliés. L'objectif de l'enseigne de bricolage est de passer à un modèle où il n'y aurait plus que des magasins franchisés.
Le groupe passe 22 millions de provisions en 2018, pour dépréciation des magasins intégrés en vue de faciliter leur cession. Pour la première fois depuis près de dix ans, le solde entrées vers les sorties de magasins est positif de + 9 magasins : le développement de l’enseigne reprend.
Au premier semestre 2019, le chiffre d’affaires consolidé (145,7 millions d’euros, - 3 % en comparable) et le résultat opérationnel courant (1 million d’euros, - 73,7 % en comparable) sont marqués par la réduction du périmètre du réseau, du fait du plan de cession des magasins intégrés. Au 30 juillet 2019, 23 magasins intégrés ont déjà été cédés[réf. nécessaire].
Le 30 décembre 2019, le groupe annonce les étapes finales du plan de cessions des magasins intégrés. 59 magasins (sur 65) sont cédés en majorité à des adhérents du réseau Mr.Bricolage. Le groupe annonce envisager de se séparer des six derniers magasins détenus en propre pour lesquels aucun repreneur n'a été trouvé.
Au 31 décembre 2019, le Groupe est constitué de 778 magasins (soit + 14 magasins par rapport à 2018).
Au 1er janvier 2020, 13 magasins anciennement sous enseigne Bricorama (groupement Les Mousquetaires) rejoignent le réseau Mr.Bricolage.
Fin janvier 2020, le magasin d’Orléans, rue des Halles, ferme ses portes.
Surendetté, le groupe affiche en 2018, un ratio d'endettement net de 39,67 %, 193,62 % en 2019, 433,94 % en 2020.
Dans le même temps, la part de marché de l'enseigne passe de 8 %, à 7 % puis 6% 
Fin 2021, le Groupe s’engage dans un nouveau plan stratégique tourné vers une croissance plus durable : 1Pacte. Ce plan vise à la fois à développer le réseau Mr.Bricolage et place la RSE au cœur de la stratégie. Tout en fixant l’objectif pour le Groupe d’atteindre plus de 1000 points de vente fin 2025, il comprend aussi un important volet RSE : l’inscription de Mr.Bricolage dans une croissance durable à travers 3 chantiers :
- L’environnement magasin pour rendre les points de vente plus vertueux [AA2] ;
- L’environnement produits pour mieux s’approvisionner et favoriser les produits écoresponsables ;
- L’environnement social pour améliorer la qualité de vie au travail des collaborateurs du réseau et du siège.

Le 21 mars 2023, Kingfisher annonce un partenariat à l'achat avec Mr.Bricolage.
En juin 2023, sur l'alerte d'un habitant, la presse révèle que 39 menhirs du site mégalithique de Carnac (Morbihan, France) ont été détruits pour construire un magasin Mr.Bricolage,. Par la suite, la préfecture a déchargé Mr.Bricolage de toute responsabilité et la presse a donné des informations explicatives sur l’origine de l'affaire.
La trésorerie du Groupe s’élève à 21,8 millions d'euros fin juin 2023 (contre 51,1 millions d'euros fin 2022) , résultat de l'effort de désendettement massif du groupe.
En 2023, Mr. Bricolage enregistre un recul de son bénéfice net de 10,1 %, à 20,4 millions d'euros.
En juillet 2025, a été élu Didier Julien, 52 ans, en qualité de président du conseil d’administration. Il succède à Paul Cassignol, qui occupait cette fonction depuis 2015.

## Principaux actionnaires
Au 31 décembre 2021 :
| SIMB (filiale Mr.Bricolage)                   | 54,13 % |
| SIFA (filiale Mr.Bricolage)                   | 4,75 %  |
| SIFI (filiale Mr.Bricolage)                   | 1,27 %  |
| Sous Total (I)                                | 60,15 % |
| Michel Tabur                                  | NS      |
| Forcole                                       | 1,98 %  |
| Total Concertiste (III) = (I) + (II)          | 62,13 % |
| Auto-détention                                | 1,5 %   |
| Public                                        | 36,36 % |
| dont Keren                                    | 4,83 %  |
| dont Amiral Gestion                           | 10,16 % |
| dont FMR LLC                                  | 10,94 % |
| dont FCPE Mr.Bricolage (actionnariat salarié) | 1,25 %  |
| dont Dimensional Fund Advisor                 | 0,44 %  |
| Total                                         | 100 %   |

## Activité, résultats, fonds propres
|                                        | 2018 | 2019 | 2020 | 2021   | 2022   | 2023  | 2024  | 2025 |
| -------------------------------------- | ---- | ---- | ---- | ------ | ------ | ----- | ----- | ---- |
| Valorisation                           |      |      |      | 113 M€ | 104 M€ | 83 M€ | 74 M€ |      |
| Chiffre d'affaires en millions d'euros | 108  | 98   | 105  | 302    | 306    | 293   | 280   |      |
| Résultat en millions d'euros           | -204 | -30  | 80   | 34     | 22.7   | 20.4  | 13.9  |      |
| Fonds propres en millions d'euros      | -95  | -125 | -45  | 75     | 51.1   | 37.7  | 47.2  |      |

## Organisation
Les magasins Mr.Bricolage commandent des produits à l'entrepôt général - la "Centrale" - pour les redistribuer ensuite.

### Implantations
| Pays              | 1er magasin | Nombre de magasins |
| ----------------- | ----------- | ------------------ |
| France            | 1980        | 766                |
| Belgique          | 1999        | 45                 |
| Bulgarie          | 2000        | 11                 |
| Maroc             | 2005        | 7                  |
| Madagascar        | 2000        | 2                  |
| Maurice           | 2008        | 1                  |
| Andorre           | 2004        | 1                  |
| Macédoine du Nord | 2012        | 1                  |
| Chypre            | 2015        | 1                  |
| Côte d'Ivoire     | 2018        | 1                  |
| Gabon             | 2020        | 2                  |
| Kosovo            | 2023        | 1                  |

### Données boursières
Le Groupe Mr.Bricolage est le 4e acteur du marché français 2023 du bricolage avec 8.3% (Mr.Bricolage & Les Briconautes) de part de marché, derrière les groupes Adeo (48%), Kingfisher (24.7%) et Mousquetaires  (13.7%). La société Mr.Bricolage est cotée en bourse depuis 2000. Précédemment cotée sur Euronext Paris, les actions de la société ont été transférées sur Euronext Growth Paris, le 24 mars 2020 pour se libérer des contraintes du marché réglementé. Le code ISIN d'identification des actions Mr.Bricolage reste inchangé (FR0004034320). Le mnémonique devient ALMRB. L'action Mr.Bricolage reste éligible aux PEA et PEA-PME  
L'action vaut 9,34 € à la date du 17 août 2023.
Nb. titres 10 387 755 
Capitalisation 2022  81,648 M€
Fonds propres  ND
Dette nette 2020  ND
Dette nette/FP  80 %